# Front populaire (Chili)
Pour les articles homonymes, voir Front populaire.
Le Front Populaire était une coalition politique et électorale chilienne de gauche qui rassembla de 1937 à 1941 le Parti communiste, le Parti socialiste, le Parti démocrate, le Parti radical-socialiste, le Parti radical, la Phalange nationale (social-chrétienne) et la Confédération des Travailleurs du Chili.
La crise économique de 1929 avait touché très durement le Chili et la reprise, sous la présidence d'Arturo Alessandri Palma, soutenu par le centre et la droite, fut très lente. Les années 1930 furent aussi marquées par une nette instabilité politique.
Le Front populaire arriva au pouvoir en décembre 1938. En 1942, il prit le nom d'alliance démocratique et resta au pouvoir jusqu'en novembre 1952, faisant entrer le Chili dans une période de stabilité. Il fut dirigé par le parti radical, dont furent issus les trois présidents de la République de cette période.
- Le président Pedro Aguirre Cerda (1938/1941) mit en place une politique interventionniste qui ressemblait à un New Deal chilien, développant la Sécurité sociale, améliorant la santé (le Dr Salvador Allende occupa ce poste ministériel de 1938 à 1940), nationalisant les entreprises et encourageant la production industrielle via un organisme d'État, la Corporación de Fomento de la Producción, chargé de diriger les investissements publics vers les secteurs prioritaires. La politique industrielle mise en place fut celle appelée de substitution aux importations : elle consistait par exemple à augmenter les droits de douane afin d'entraîner la hausse des prix des biens importés et donc comparativement de baisser les prix des produits manufacturés chiliens, ce qui permit d'augmenter la demande et donc de stimuler la production industrielle chilienne. Un gros effort en faveur de l'instruction publique fut également consenti avec par exemple la création de plus de 1 000 nouvelles écoles primaires et le recrutement de 3 000 nouveaux enseignants.
- Son successeur, Juan Antonio Ríos (1942/1946) rompit les relations diplomatiques avec l'Axe et engagea le Chili dans la guerre, aux côtés des Alliés.
- Gabriel González Videla (1946/1952) commença par donner un coup de barre à gauche et fit même entrer, fait inédit en Amérique latine, trois ministres communistes dans son gouvernement. Mais les États-Unis exercèrent une pression d'autant plus forte que le Chili était très dépendant des capitaux étrangers, surtout nord-américains.

En 1948, la « loi de défense permanente de la démocratie », dite « loi maudite », interdit le Parti communiste du Chili. Cette loi fut abrogée en 1958, à la faveur d'une recomposition des alliances à gauche.
En 1952, le Front populaire perdit les élections et Carlos Ibáñez del Campo, ancien président soutenu par les libéraux et les conservateurs, revint au pouvoir.
Le Front populaire ne fut pas uniquement une coalition politique, de nombreux intellectuels et artistes comme Pablo Neruda ou Gabriela Mistral soutinrent ses positions. De plus, durant cette époque, de nombreux mouvements artistiques virent le jour comme le collectif poétique surréaliste Mandragora.